# リートリム県
リートリム県（愛: Contae Liatroma、英: County Leitrim）は、アイルランドのコノート地方の県。2016年の人口は31,898人。

## 主な都市
- キャリック＝オン＝シャノン